# Rolf Falk-Larssen
Rolf Falk-Larssen (* 21. února 1960 Trondheim) je bývalý norský rychlobruslař.
V roce 1980 se představil na juniorském světovém šampionátu. V roce 1982 debutoval na seniorských mistrovstvích, přičemž na evropském šampionátu získal stříbrnou medaili a o několik týdnů později si na Mistrovství světa dobruslil pro bronz. V následující sezóně se stal mistrem světa a v roce 1984 vybojoval na Mistrovství Evropy své druhé stříbro. Startoval na Zimních olympijských hrách 1984 (500 m – 23. místo, 1500 m – 17. místo, 5000 m – 15. místo) a 1988 (1000 m – 26. místo, 1500 m – 21. místo, 5000 m – 12. místo). Od roku 1985 se účastnil Světového poháru. Poslední závody absolvoval v sezóně 1993/1994.